# Attori di Hunger Games
Questa è la lista dei membri del cast che hanno interpretato i personaggi della serie Hunger Games con le loro diverse presenze nei vari quattro film.

## Cast
| Personaggio                                  | Serie originale       | Serie originale            | Serie originale                         | Serie originale                         |  |
| Personaggio                                  | Hunger Games (2012)   | La ragazza di fuoco (2013) | Il canto della rivolta - Parte 1 (2014) | Il canto della rivolta - Parte 2 (2015) |  |
| Personaggi principali                        | Personaggi principali | Personaggi principali      | Personaggi principali                   | Personaggi principali                   |  |
| -------------------------------------------- | --------------------- | -------------------------- | --------------------------------------- | --------------------------------------- |  |
| Katniss Everdeen                             | Jennifer Lawrence     | Jennifer Lawrence          | Jennifer Lawrence                       | Jennifer Lawrence                       |  |
| Peeta Mellark                                | Josh Hutcherson       | Josh Hutcherson            | Josh Hutcherson                         | Josh Hutcherson                         |  |
| Haymitch Abernathy                           | Woody Harrelson       | Woody Harrelson            | Woody Harrelson                         | Woody Harrelson                         |  |
| Gale Hawthorne                               | Liam Hemsworth        | Liam Hemsworth             | Liam Hemsworth                          | Liam Hemsworth                          |  |
| Primrose Everdeen                            | Willow Shields        | Willow Shields             | Willow Shields                          | Willow Shields                          |  |
| Finnick Odair                                |                       | Sam Claflin                | Sam Claflin                             | Sam Claflin                             |  |
| Johanna Mason                                |                       | Jena Malone                | Jena Malone                             | Jena Malone                             |  |
| Presidente Snow                              | Donald Sutherland     | Donald Sutherland          | Donald Sutherland                       | Donald Sutherland                       |  |
| Effie Trinket                                | Elizabeth Banks       | Elizabeth Banks            | Elizabeth Banks                         | Elizabeth Banks                         |  |
| Cittadini di Capitol City                    |                       |                            |                                         |                                         |  |
| Caesar Flickerman                            | Stanley Tucci         | Stanley Tucci              | Stanley Tucci                           | Stanley Tucci                           |  |
| Plutarch Heavensbee                          |                       | Philip Seymour Hoffman     | Philip Seymour Hoffman                  | Philip Seymour Hoffman                  |  |
| Cinna                                        | Lenny Kravitz         | Lenny Kravitz              |                                         |                                         |  |
| Seneca Crane                                 | Wes Bentley           |                            |                                         |                                         |  |
| Claudius Templesmith                         | Toby Jones            | Toby Jones                 |                                         | Toby Jones                              |  |
| Octavia                                      | Brooke Bundy          | Brooke Bundy               |                                         | Brooke Bundy                            |  |
| Flavius                                      | Nelson Ascencio       | Nelson Ascencio            |                                         | Nelson Ascencio                         |  |
| Portia                                       | Latarsha Rose         |                            |                                         |                                         |  |
| Venia                                        | Kimiko Gelman         |                            |                                         |                                         |  |
| Atala                                        | Karan Kendrick        |                            |                                         |                                         |  |
| Lavinia                                      | Amber Chaney          |                            |                                         |                                         |  |
| Lucia                                        | Sharon Morris         |                            |                                         |                                         |  |
| Celestia Snow                                |                       | Erika Bierman              | Erika Bierman                           | Erika Bierman                           |  |
| Antonius                                     |                       |                            | Robert Knepper                          | Robert Knepper                          |  |
| Egeria                                       |                       |                            | Sarita Choudhury                        | Sarita Choudhury                        |  |
| Tigris                                       |                       |                            |                                         | Eugenie Bondurant                       |  |
| Abitanti del Distretto 12                    |                       |                            |                                         |                                         |  |
| Mrs. Everdeen                                | Paula Malcomson       | Paula Malcomson            | Paula Malcomson                         | Paula Malcomson                         |  |
| Mr. Everdeen                                 | Philip Troy Linger    |                            |                                         | Philip Troy Linger                      |  |
| Mrs. Mellark                                 | Raiko Bowman          |                            |                                         |                                         |  |
| Sae la Zozza                                 | Sandra Ellis Lafferty | Sandra Ellis Lafferty      |                                         |                                         |  |
| Romulus Thread                               |                       | Patrick St. Esprit         |                                         |                                         |  |
| Cray                                         |                       | Wilbur Fitzgerald          |                                         |                                         |  |
| Ripper                                       |                       | Taylor St. Clair           |                                         |                                         |  |
| Abitanti del Distretto 13                    |                       |                            |                                         |                                         |  |
| Alma Coin                                    |                       |                            | Julianne Moore                          | Julianne Moore                          |  |
| Boggs                                        |                       |                            | Mahershala Ali                          | Mahershala Ali                          |  |
| Cressida                                     |                       |                            | Natalie Dormer                          | Natalie Dormer                          |  |
| Messalla                                     |                       |                            | Evan Ross                               | Evan Ross                               |  |
| Castor                                       |                       |                            | Wes Chatham                             | Wes Chatham                             |  |
| Pollux                                       |                       |                            | Elden Henson                            | Elden Henson                            |  |
| Jackson                                      |                       |                            |                                         | Michelle Forbes                         |  |
| Homes                                        |                       |                            |                                         | Omid Abtahi                             |  |
| Mitchell                                     |                       |                            |                                         | Joe Chrest                              |  |
| Leeg 1                                       |                       |                            |                                         | Misty Ormiston                          |  |
| Leeg 2                                       |                       |                            |                                         | Kim Ormiston                            |  |
| Tributi dei settantaquattresimi Hunger Games |                       |                            |                                         |                                         |  |
| Marvel                                       | Jack Quaid            | Jack Quaid                 |                                         |                                         |  |
| Lux                                          | Leven Rambin          |                            |                                         |                                         |  |
| Cato                                         | Alexander Ludwig      |                            |                                         |                                         |  |
| Clove                                        | Isabelle Fuhrman      |                            |                                         |                                         |  |
| Ragazzo tributo del Distretto 3              | Ian Nelson            | Ian Nelson (a) (b)         |                                         |                                         |  |
| Marina                                       | Tara Macken           | Tara Macken (a) (b)        |                                         |                                         |  |
| Faccia di volpe                              | Jacqueline Emerson    |                            |                                         |                                         |  |
| Jason                                        | Ashton Moio (b)       |                            |                                         |                                         |  |
| Sarah                                        | Mackenzie Lintz       | Mackenzie Lintz (a) (b)    |                                         |                                         |  |
| Thresh                                       | Dayo Okeniyi          | Dayo Okeniyi (a)           |                                         |                                         |  |
| Rue                                          | Amandla Stenberg      | Amandla Stenberg (a)       |                                         |                                         |  |
| Ragazza tributo del Distretto 3              | Kalia Prescott        | Kalia Prescott (a) (b)     |                                         |                                         |  |
| Ragazzo tributo del Distretto 4              | Ethan Jamieson        | Ethan Jamieson (a) (b)     |                                         |                                         |  |
| Ragazzo tributo del Distretto 5              | Chris Mark (b)        |                            |                                         |                                         |  |
| Ragazzo tributo del Distretto 6              | Ashton Moio (b)       |                            |                                         |                                         |  |
| Ragazza tributo del Distretto 6              | Kara Petersen (b)     |                            |                                         |                                         |  |
| Ragazzo tributo del Distretto 7              | Sam Ly (b)            |                            |                                         |                                         |  |
| Ragazza tributo del Distretto 7              | Leigha Hancock (b)    |                            |                                         |                                         |  |
| Ragazzo tributo del Distretto 8              | Samuel Tan (b)        | Samuel Tan (a) (b)         |                                         |                                         |  |
| Ragazzo tributo del Distretto 9              | Imanol Yepez-Frias    |                            |                                         |                                         |  |
| Ragazza tributo del Distretto 9              | Annie Thurman         |                            |                                         |                                         |  |
| Ragazzo tributo del Distretto 10             | Jeremy Marinas        |                            |                                         |                                         |  |
| Ragazza tributo del Distretto 10             | Dakota Hood           |                            |                                         |                                         |  |
| Tributi dei settantacinquesimi Hunger Games  |                       |                            |                                         |                                         |  |
| Beetee Latier                                |                       | Jeffrey Wright             | Jeffrey Wright                          | Jeffrey Wright                          |  |
| Enobaria                                     |                       | Meta Golding               |                                         | Meta Golding                            |  |
| Mags Cohen                                   |                       | Lynn Cohen                 |                                         |                                         |  |
| Wiress                                       |                       | Amanda Plummer             |                                         |                                         |  |
| Gloss                                        |                       | Alan Ritchson              |                                         |                                         |  |
| Cashmere                                     |                       | Stephanie Leigh Schlund    |                                         |                                         |  |
| Brutus                                       |                       | Bruno Gunn                 |                                         |                                         |  |
| Morfaminomane                                |                       | Megan Hayes                |                                         |                                         |  |
| Blight                                       |                       | Bobby Jordan (b)           |                                         |                                         |  |
| Cecelia                                      |                       | Elena Sanchez              |                                         |                                         |  |
| Woof                                         |                       | John Casino                |                                         |                                         |  |
| Seeder                                       |                       | Maria Howell               |                                         |                                         |  |
| Chaff                                        |                       | E. Roger Mitchell          |                                         |                                         |  |
| Tributo Maschio del Distretto 5              |                       | James Logan                |                                         |                                         |  |
| Tributo Femmina del Distretto 5              |                       | Ivette Li-Sanchez (b)      |                                         |                                         |  |
| Tributo Maschio del Distretto 6              |                       | Justin Hix (b)             |                                         |                                         |  |
| Tributo Maschio del Distretto 9              |                       | Daniel Bernhardt           |                                         |                                         |  |
| Tributo Femmina del Distretto 9              |                       | Marian Green               |                                         |                                         |  |
| Tributo Maschio del Distretto 10             |                       | Jackson Spidell (b)        |                                         |                                         |  |
| Tributo Femmina del Distretto 10             |                       | Tiffany Waxler (b)         |                                         |                                         |  |
| Abitanti degli altri Distretti               |                       |                            |                                         |                                         |  |
| Annie Cresta                                 |                       | Stef Dawson                | Stef Dawson                             | Stef Dawson                             |  |
| Comandante Paylor                            |                       |                            | Patina Miller                           | Patina Miller                           |  |
| Comandante Lyme                              |                       |                            |                                         | Gwendoline Christie                     |  |
| Sindaco del Distretto 11                     |                       | Afemo Omilami              |                                         |                                         |  |
| Uomo anziano del Distretto 11                |                       | Leon Lamar                 |                                         |                                         |  |
| Zia di Rue                                   |                       | Kimberley Drummond         |                                         |                                         |  |
| Ragazza dei fiori del Distretto 4            |                       | Mandy Neuhaus              |                                         |                                         |  |
| Eddy                                         |                       |                            | Michael Garza                           |                                         |  |

Note:
(a) usato negli archivi cinematografici.
(b) attore non accreditato.